# Pepe Romero
Pepe Romero (* 8. März 1944 in Málaga) ist ein spanischer Gitarrist.

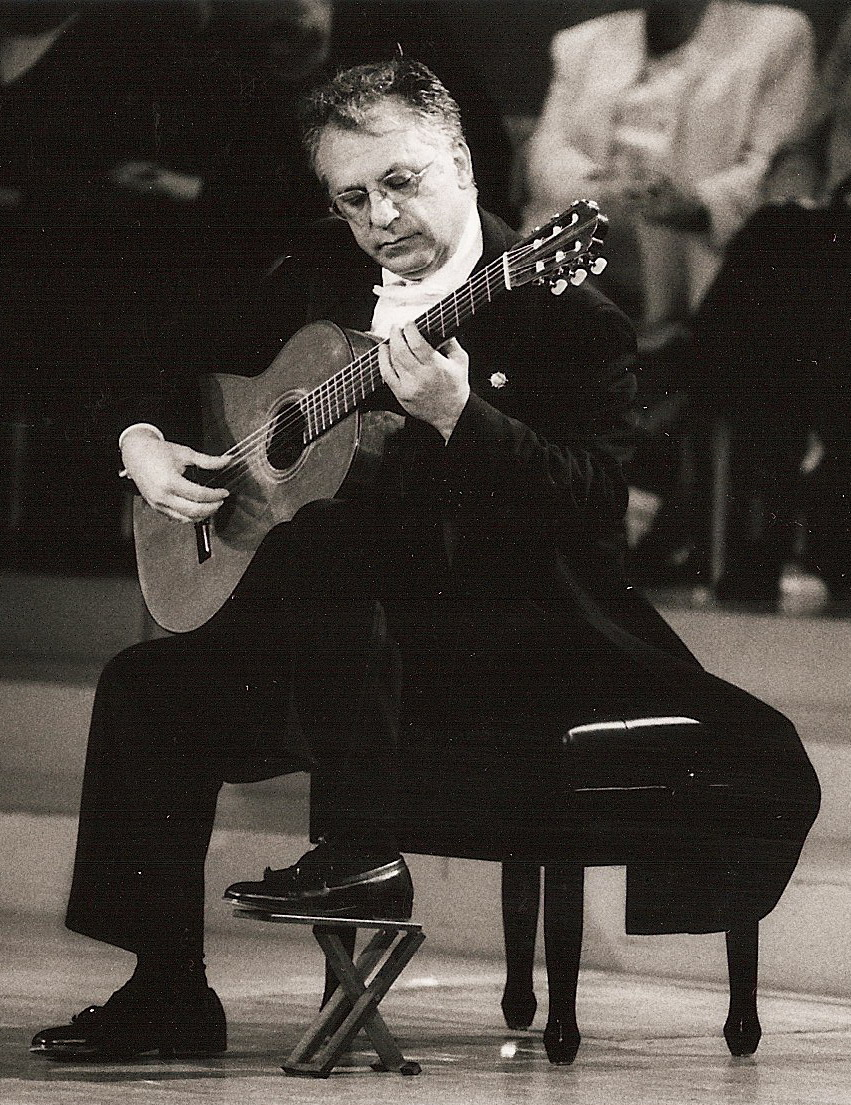
Pepe Romero während eines Konzerts in München 2000

## Leben
Er ist Sohn der Sängerin und Schauspielerin Angelita Romero und des Gitarristen und Komponisten Celedonio Romero; seine Brüder Celin und Angel sind ebenfalls Gitarristen. Die Familie emigrierte 1957 in die USA, wo sie als Gitarrenquartett Los Romeros großen Ruhm erlangte.
Pepe Romero hielt im März 1988 einen Meisterkurs in Bremen ab, seinen ersten in Deutschland.
Joaquín Rodrigo und Federico Moreno Torroba schrieben Musikstücke eigens für Pepe Romero. Juan Carlos ernannte 2000 die Romero-Brüder Celin und Pepe zu Rittern des Ordens Isabel la Catolica.
Pepe Romero, der auch Dozent an der University of California in San Diego war, wurde mit dem Premio Andalucia de Música ausgezeichnet, der höchsten Auszeichnung, die seine Heimatregion auf dem Gebiet der Künste zu vergeben hat.

## Diskografie (Auswahl)
- J. S. Bach: Partita BWV 1004, Suite BWV 1009 (Philips)
- Giuliani: Gitarren-Konzerte Nr. 1–3, Introduction op. 65 (Philips)
- Rodrigo: Concierto de Aranjuez & Concierto Andaluz mit Academy of St. Martin-in-the-Fields, Neville Marriner (Philips)
- Berühmte Kompositionen für Gitarre (Philips)
- Flamenco! Pepe Romero spielt spanische Gitarre (Philips)

## Schülerinnen und Schüler
- Heike Matthiesen
- Scott Tennant
- William Kanengiser
- James Smith[3]